# Delirium (Wrathchild)
Delirium è il terzo album in studio dei Wrathchild, pubblicato nel 1989 per l'etichetta discografica FM Revolver Records.

## Tracce
1. Watch Me Shake It
2. My Girlz
3. Thatz What You Get
4. Drive Me Crazy
5. Rokk Me Over
6. Long Way 2 Go
7. She's High on Love
8. Only 4 the Fun
9. Good Girlz
10. Kidpusher
11. Do What You Want (Boy)

## Formazione
- Rocky Shades - voce
- Marc Angel - basso
- Lance Rockkit - chitarra
- Eddie Star - batteria

### Altri membri
- Steve Grimmet - Cori